# Móðuharðindin

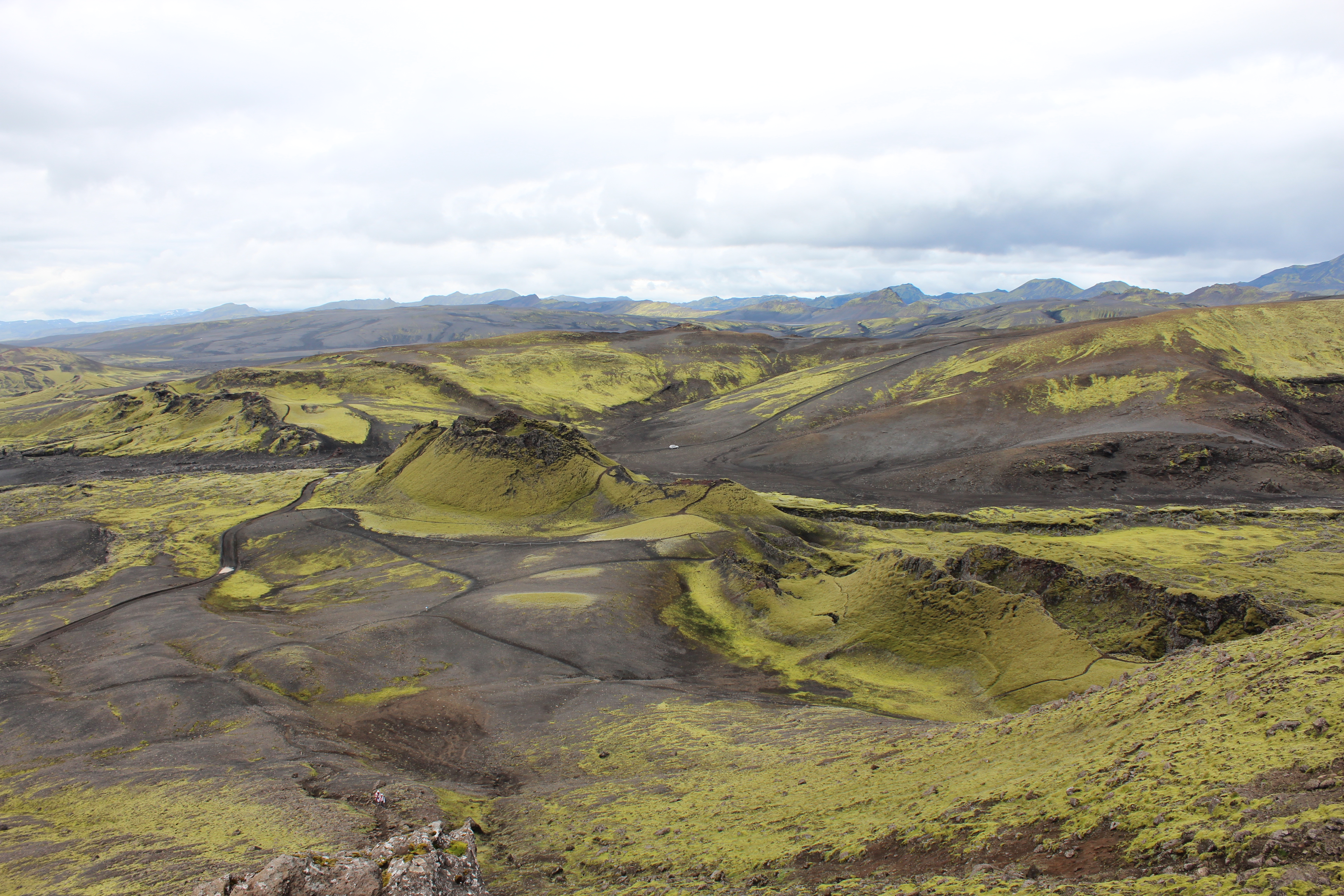
Lakivulkanen

Móðuharðindin (på svenska ungefär den vanskliga tiden av dimma) var en naturkatastrof som drabbade Island och andra delar av världen mellan år 1783 och 1785. Händelsen var följden av ett vulkanutbrott vid Laki på Island.
Den vanskliga tiden började då Lakivulkanen fick ett utbrott den 8 juni 1783. Detta utbrott var ett av de största i historisk tid och hade vida konsekvenser för Island. De miljömässiga konsekvenserna av utbrottet märktes över stora delar av världen på grund av de meteorologiska förhållandena som skapades av de gasmoln och ångor som bestod av svavel och fluor. Den största källan är den samtida berättelse om utbrottet i dagboken Eldrit, som skrevs av prästen Jón Steingrímsson, och trycktes 1788. Steingrimsson skrev bl.a.: “Molnet spred sig mycket snabbt över oss och var så tjockt att det blev alldeles mörkt inomhus. Sandmolnet lade sig sedan som ett täcke över marken så att våra fotspår blev synliga”.
Vulkanen producerade ett giftmoln som lade sig som ett dis över hela Island, ödelade betesmarker och förgiftade boskap. Runt 75 % av all boskap dog och runt 10 000 människor miste livet, vilket motsvarade 21 % av befolkningen på ön. Tidigare ansågs att svält var den huvudsakliga dödsorsaken. Senare forskning pekar på att fluoros kan förklara en stor del av dödsfallen.

## Fotnoter
1. ↑  Reverend Jón Steingrímsson
2. ↑  Mystisk vulkansjuka får sin lösning, Forskning och Framsteg nr 7/2007